# Cautires
Cautires es un género de escarabajos perteneciente a la familia Lycidae. Estos escarabajos se encuentran principalmente en la región oriental . Alcanzan una diversidad de especies particularmente alta en el sudeste asiático..

## Morfología
Cautires pertenece a la tribu Metriorrhynchini, que es fácilmente reconocible por sus costas pronotales y élitrales bien desarrolladas, una falobase circular y una glándula no apareada en la vagina.
Son escarabajos con cuerpo de tamaño mediano, aplanado dorsoventralmente y débilmente esclerotizado. Las antenas de las hembras suelen ser muy dentadas, mientras que las de los machos casi siempre son laminares y, en ocasiones, las láminas pueden ser cortas. A menudo tienen colores brillantes que usan de advertencia pero algunos son completamente negros o marrones. El pronoto suele estar dividido en siete células (aréolas) por laminillas (costillas), con menos frecuencia algunas de las laminillas desaparecen y el número de células disminuye , por ejemplo, a cinco. Los bordes laterales del pronoto suelen estar elevados. Las cubiertas tienen cuatro nervaduras longitudinales primarias y cinco nervaduras longitudinales secundarias. Además, entre estas costillas existen nervaduras transversales, que también dividen la superficie de las tegumentos en células (aréolas). Los genitales femeninos se caracterizan por la presencia de una glándula no apareada en la vagina. Los genitales masculinos tienen una falobase circular y un pene lanceolado (falo) con un endofalo (saco interno) equipado con un par de espinas en forma de hoz.

## Taxonomía
El género fue introducido en 1879 por Charles Owen Waterhouse junto con el género Bulenides. Waterhouse ya había indicado el carácter distintivo de ambos taxones un año antes, pero no los nombró en ese momento. En 1891 Jules Bourgeois designó formalmente la especie tipo de ambos géneros, En 2010 , Pavla Dudkova y Ladislav Bocák sinonimizaron Bulenides con el género Cautires.
Cautires pertenece a la tribu nórdica con mayor diversidad de especies, Metriorrhynchini, y dentro de ella a la subtribu Cautirina. Está más estrechamente relacionado con el género Xylobanus. Al igual que otros Metriorrhynchini, los representantes del género Cautires, a pesar de su capacidad para volar, tienden a permanecer en las partes bajas de los bosques, lo que resulta en un bajo poder de dispersión. Combinado con la colonización de bosques tropicales en áreas montañosas, esto da como resultado áreas pequeñas y un alto grado de endemismo de especies individuales. Su coloración aposemática también contribuye parcialmente a su alto endemismo.Este género puede incluir incluso cientos de especies.. 
- Cautires adventicius (Kleine, 1926)[4]
- Cautires adumbratus (Kleine, 1926)[4]
- Cautires africanus Dudkova et Bocák, 2010[4]
- Cautires alexae Jiruskova, Motyka et Bocák, 2016[3]
- Cautires andujari Jiruskova, Motyka et Bocák, 2016[3]
- Cautires apicalis (Pic, 1925)[2][4]
- Cautires apterus (Bocák, 2014)[8]
- Cautires arens (Kleine, 1926)[4]
- Cautires argilosus (Kleine, 1926)[4]
- Cautires aridus (Kleine, 1926)[4]
- Cautires arribasae Jiruskova, Motyka et Bocák, 2016[3]
- Cautires ater (Pic, 1921)[4]
- Cautires aterrimus (Kleine, 1926)[4]
- Cautires atropunctatus (Pic, 1925)[4]
- Cautires basalis (Pic, 1925)[4]
- Cautires basilanus (Pic, 1925)[4]
- Cautires berembanensis Jiruskova, Motyka et Bocák, 2016[3]
- Cautires bicoloratus (Kleine, 1930)[4]
- Cautires bolavensis Dudkova et Bocák, 2010[4]
- Cautires borneensis Dudkova et Bocák, 2010[4]
- Cautires campestris Jiruskova, Motyka et Bocák, 2016[3]
- Cautires coccineus (Kleine, 1930)[3]
- Cautires cognatus (Bourgeois, 1883)[4]
- Cautires communis Jiruskova, Motyka et Bocák, 2016[3]
- Cautires congoensis Dudkova et Bocák, 2010[4]
- Cautires corporaali (Pic, 1921)[4]
- Cautires dembickyi Dudkova et Bocák, 2010[4]
- Cautires dubius (Waterhouse, 1878)[4]
- Cautires duplicatus (Kleine, 1928)[4]
- Cautires flavoreticulatus (Kleine, 1932)[4]
- Cautires fruhstorferi Dudkova et Bocák, 2010[4]
- Cautires griseus Kleine, 1930[3]
- Cautires hergovitsi Dudkova et Bocák, 2010[4]
- Cautires imitator (Kleine, 1930)[3]
- Cautires indus (Kirsch, 1875)[3]
- Cautires inhumeralis (Pic, 1921)[4]
- Cautires jasarensis Jiruskova, Motyka et Bocák, 2016[3]
- Cautires javanicus (Bourgeois, 1883)[4]
- Cautires jendeki Dudkova et Bocák, 2010[4]
- Cautires johannesi Dudkova et Bocák, 2010[4]
- Cautires katarinae Jiruskova, Motyka et Bocák, 2016[3]
- Cautires kinabalensis Dudkova et Bocák, 2010[4]
- Cautires kirstenae Jiruskova, Motyka et Bocák, 2016[3]
- Cautires kotatinggensis Jiruskova, Motyka et Bocák, 2016[3]
- Cautires kundratai Dudkova et Bocák, 2010[4]
- Cautires linardi Jiruskova, Motyka et Bocák, 2016[3]
- Cautires lineatus (Pic, 1921)[4]
- Cautires longeareolatus (Kleine, 1936)[4]
- Cautires longissimus (Pic, 1921)[4]
- Cautires lyciformis (Kleine, 1932)[4]
- Cautires malayensis (Kleine, 1930)[3][4]
- Cautires maseki Jiruskova, Motyka et Bocák, 2016[3]
- Cautires matsudai Dudkova et Bocák, 2010[4]
- Cautires nebulosus (Kleine, 1930b)[3]
- Cautires nervosus Kleine, 1926[3]
- Cautires nigricolor (Pic, 1925)[4]
- Cautires nigromaculatus (Pic, 1925)[4]
- Cautires obsoletus (Waterhouse, 1878)[2]
- Cautires pahangensis Jiruskova, Motyka et Bocák, 2016[3]
- Cautires pauperulus (Bourgeois, 1883)[3]
- Cautires papuanus (Kleine, 1935)[4]
- Cautires paraimitator Jiruskova & Bocák, 2015[3]
- Cautires parallelus Jiruskova & Bocák, 2015[3]
- Cautires pauper (Waterhouse, 1878)[4]
- Cautires philippinensis (Kleine, 1930)[4]
- Cautires pseudoapicalis Dudkova et Bocák, 2010[4]
- Cautires pudicus (Kleine, 1931)[4]
- Cautires purpureus (Pic, 1922)[4]
- Cautires regalis Kleine, 1929[4]
- Cautires renatae Jiruskova, Motyka et Bocák, 2016[3]
- Cautires reverandi Pic, 1925[3]
- Cautires reticulatus (Kleine, 1930)[4]
- Cautires rianganus (Pic, 1925)[4]
- Cautires selangorensis Kleine, 1930[3][4]
- Cautires sijthoffi (Kleine, 1926)[4]
- Cautires simillimus Kleine, 1926[3]
- Cautires singularithorax (Pic)[2]
- Cautires slamatensis Dudkova et Bocák, 2010[4]
- Cautires socius (Kleine, 1935)[4]
- Cautires sundaicus Dudkova et Bocák, 2010[4]
- Cautires sukosarensis (Bocák, 2012)[2]
- Cautires tanahratensis Jiruskova & Bocák, 2015[3]
- Cautires taoi (Bocák, 2012)[2]
- Cautires tapahensis Jiruskova & Bocák, 2015[3]
- Cautires tenebricus (Kleine, 1930)[3]
- Cautires testaceus (Pic, 1921)[4]
- Cautires triangularis (Kleine, 1930)[4]
- Cautires turbidus (Waterhouse, 1878)[4]
- Cautires walteri (Bocák, 2012)[2]
- Cautires yunnanus Dudkova et Bocák, 2010[4]

- Cautires yuasai Nakane, 2010